# Lista över avsnitt av Ducktales
Detta är en lista över alla avsnitt av de tecknade TV-serien Ducktales.

## Avsnitt

### Säsong 1 (1987–88)
Visades dagligen, som syndikering.
| Nr i serien | Nr i säsongen | Titel | Regissör         | Manus                                                                                               | Sändningsdatum    | Prod. kod |
| --- | ------------- | --- | ---------------- | --------------------------------------------------------------------------------------------------- | ----------------- | --------- |
| 1 | 1             | "Treasure of the Golden Suns: Don't Give Up the Ship" (Del 1) "Skepp ohoj!"                                       | Alan Zaslove     | Synopsis av : Jymn Magon, Bruce Talkington, & Mark Zaslove Manus av : Jymn Magon & Bruce Talkington | 18 september 1987 | 124       |
| (Intro) Joakim von Anka får ta hand om Knatte, Fnatte och Tjatte när Kalle Anka ansluter sig till marinen.                                                           |               | |                  | |                   |           |
| 2 | 2             | "Treasure of the Golden Suns: Wrong Way to Ronguay" (Del 2) "Fel väg till Ronguay / Fel kurs till Fellkusch"      | Steve Clark      | Synopsis av : Jymn Magon, Bruce Talkington, & Mark Zaslove Manus av : Mark Zaslove                  | 18 september 1987 | 125       |
| Joakim von Anka och knattarna löser gåtan på kartan som leder till ett sjunket skattskepp i Ronguay efter att de har lurat Björnligan.                               |               | |                  | |                   |           |
| 3 | 3             | "Treasure of the Golden Suns: Three Ducks of the Condor" (Del 3) "Tre ankor i Anderna"                            | Alan Zaslove     | Synopsis av : Jymn Magon, Bruce Talkington, & Mark Zaslove Manus av : Jymn Magon & Bruce Talkington | 18 september 1987 | 126       |
| Joakim von Anka påbörjar en expedition för att hitta skatten i Valley of the Golden Suns, men till att börja måste han hitta den karta som leder dit.                |               | |                  | |                   |           |
| 4 | 4             | "Treasure of the Golden Suns: Cold Duck" (Del 4) "Kall anka"                                                      | Terence Harrison | Synopsis av : Jymn Magon, Bruce Talkington, & Mark Zaslove Manus av : Mark Zaslove                  | 18 september 1987 | 127       |
| Knattarna, Anki och Fru Matilda följer med Joakim von Anka på hans jakt efter den andra delen av kartan.                                                             |               | |                  | |                   |           |
| 5 | 5             | "Treasure of the Golden Suns: Too Much of a Gold Thing" (Del 5) "För mycket av det guldiga"                       | Alan Zaslove     | Jymn Magon, Bruce Talkington, & Mark Zaslove                                                        | 18 september 1987 | 128       |
| Joakim von Anka får guldfeber när han och gänget tar sig till Valley of the Golden Suns.                                                                             |               | |                  | |                   |           |
| 6 | 6             | "Send In The Clones" "Lyckopengen / Dubbelgångarna"                                                               | Alan Zaslove     | Synopsis av : Astrid Ryterband Manus av : Ken Koonce & David Weimers                                | 21 september 1987 | 120       |
| Magica de Hex förvandlar Björnligan till Knattarna för att stjäla Joakim von Ankas lyckopeng.                                                                        |               | |                  | |                   |           |
| 7 | 7             | "Sphinx For The Memories" "Farao upp i dagen / En sfinx att minnas"                                               | David Block      | Michael Keyes                                                                                       | 22 september 1987 | 141       |
| En forntida egyptiska civilisationen kidnappar Kalle så att han kan vara värd för en anda som har varit Farao.                                                       |               | |                  | |                   |           |
| 8 | 8             | "Where No Duck Has Gone Before" "Dit ingen anka har varit förut"                                                  | David Block      | Len Uhley                                                                                           | 23 september 1987 | 133       |
| Oppfinnar-Jocke bygger ett rymdskepp som rekvisita för en science fiction tv-serie, men av misstag skickas rymdskeppet ut i rymden med skådespelarna ombord.         |               | |                  | |                   |           |
| 9 | 9             | "Armstrong" "En stjälpande hand"                                                                                  | Alan Zaslove     | Michael Keyes                                                                                       | 24 september 1987 | 114       |
| Oppfinnar-Jocke skapar en robot (Armstrong) till Joakim von Anka. |               | |                  | |                   |           |
| 10 | 10            | "Robot Robbers" "Jätte-robot-rövarna / Robotrånare"                                                               | Alan Zaslove     | Synopsis av : Carl Barks Manus av : Michael Keyes                                                   | 25 september 1987 | 134       |
| Oppfinnar-Jocke skapar människostyrda robotar till Guld-Ivar Flinthjärta.                                                                                            |               | |                  | |                   |           |
| 11 | 11            | "Magica's Shadow War" "Magicas skuggkrig"                                                                         | David Block      | Randy Lofficier                                                                                     | 28 september 1987 | 135       |
| Magica de Hex tänker stjäla Joakim von Ankas lyckopeng med hjälp av hennes skugga.                                                                                   |               | |                  | |                   |           |
| 12 | 12            | "Master of the Djinni" "Andens mästare / Andens herre"                                                            | Alan Zaslove     | Sam Joseph & Manette Beth Rosen                                                                     | 29 september 1987 | 110       |
| Joakim von Ankas och Guld-Ivar Flinthjärtas kapplöpning om Aladdins lampa.                                                                                           |               | |                  | |                   |           |
| 13 | 13            | "Hotel Strangeduck" "Hotell Vildanden / Hotell Spökankan / Spökhotellet"                                          | Alan Zaslove     | Richard Merwin                                                                                      | 30 september 1987 | 122       |
| Joakim von Anka köper ett gammalt slott för att ha det som hotell.                                                                                                   |               | |                  | |                   |           |
| 14 | 14            | "Lost Crown of Genghis Khan" "Djingis Khans försvunna / förlorade krona"                                          | Alan Zaslove     | Anthony Adams & Carl Barks                                                                          | 1 oktober 1987    | 108       |
| Joakim von Anka letar efter en krona i Himalaya som vaktas av snöodjuret.                                                                                            |               | |                  | |                   |           |
| 15 | 15            | "Duckman of Aquatraz" "En anka i Aquatraz / Ankan från Ankatraz"                                                  | Steve Clark      | Francis Ross                                                                                        | 2 oktober 1987    | 129       |
| Joakim von Anka blir ditsatt för att ha stulit en målning från Guld-Ivar Flinthjärta och skickas till Aquatraz.                                                      |               | |                  | |                   |           |
| 16 | 16            | "The Money Vanishes" "En förmögenhet försvinner / Pengarna försvinner"                                            | Steve Clark      | David Schwartz                                                                                      | 5 oktober 1987    | 107       |
| Björnligan stjäl Joakim von Ankas pengar genom att använda en handhållen teleporteringsapparat som de har tagit av Oppfinnar-Jocke.                                  |               | |                  | |                   |           |
| 17 | 17            | "Sir Gyro de Gearloose" "En skruv lös / Riddare Oppfinnar-Jocke"                                                  | David Block      | Richard Merwin                                                                                      | 6 oktober 1987    | 115       |
| Oppfinnar-Jocke uppfinner en tidsmaskin och använder den för att åka tillbaka i tiden till medeltiden.                                                               |               | |                  | |                   |           |
| 18 | 18            | "Dinosaur Ducks" "Dinosaurieankorna / I dinosauriernas land"                                                      | Alan Zaslove     | Ken Koonce & David Weimers                                                                          | 7 oktober 1987    | 106       |
| Joakim von Anka och Sigge McKvack utforska ett land där dinosaurier fortfarande lever.                                                                               |               | |                  | |                   |           |
| 19 | 19            | "Hero for Hire" "Hyr en hjälte / Hjälte med fart"                                                                 | Steve Clark      | Ken Koonce & David Weimers                                                                          | 8 oktober 1987    | 113       |
| Sigge McKvack luras av Björnligan till att utföra bankrån i tron att han är en skådespelare i en film.                                                               |               | |                  | |                   |           |
| 20 | 20            | "Superdoo!" "Superdufus!"                                                                                         | Steve Clark      | Michael Keyes                                                                                       | 9 oktober 1987    | 121       |
| Dufus finner en stulen rymdkristall som ger honom superkrafter. |               | |                  | |                   |           |
| 21 | 21            | "Maid of the Myth" "Vilda vikingar"                                                                               | Alan Zaslove     | Anthony Adams                                                                                       | 12 oktober 1987   | 112       |
| Fru Matilda kidnappas av vikingar. |               | |                  | |                   |           |
| 22 | 22            | "Down & Out in Duckburg" "Gamla skulder ska också betalas / Nere för räkning i Ankeborg"                          | Terence Harrison | Ken Koonce & David Weimers                                                                          | 13 oktober 1987   | 147       |
| Joakim von Anka förlorar sin förmögenhet på grund av en gammal familjeskuld.                                                                                         |               | |                  | |                   |           |
| 23 | 23            | "Much Ado About Scrooge" "Mycket väsen för Joakim"                                                                | David Block      | Michael Keyes                                                                                       | 14 oktober 1987   | 131       |
| Joakim von Anka och knattarna spårar upp förlorad pjäs av en känd dramatiker (parodi av Shakespeares Mycket väsen för ingenting).                                    |               | |                  | |                   |           |
| 24 | 24            | "Top Duck" "Höjdarkuppen / Högsta hönset / Högtflygande planer"                                                   | Alan Zaslove     | Richard Merwin                                                                                      | 15 oktober 1987   | 132       |
| Björnligan stjäl Joakim von Ankas jetplan så att de kan använda den för att ta hans kassavalv medan Sigge McKvacks familj kommer på besök.                           |               | |                  | |                   |           |
| 25 | 25            | "Pearl of Wisdom" "Pärlans visdom / Visdomens pärla"                                                              | Steve Clark      | Michael Keyes                                                                                       | 16 oktober 1987   | 109       |
| Joakim von Anka får veta att en pärla han köpte kommer att ge honom oändliga visdom när han tar den tillbaka till sitt hemland.                                      |               | |                  | |                   |           |
| 26 | 26            | "The Curse of Castle McDuck" "Slottets förbannelse / Von Anka-borgens förbannelse"                                | Steve Clark      | Anthony Adams                                                                                       | 19 oktober 1987   | 119       |
| Joakim von Anka, knattarna, och Anki besök hans barndomshem i Skottland.                                                                                             |               | |                  | |                   |           |
| 27 | 27            | "Launchpad's Civil War" "Sigge på krigsstigen / Sigges inbördeskrig"                                              | Steve Clark      | Pamela Hickey & Dennys McCoy                                                                        | 20 oktober 1987   | 123       |
| Sigge McKvack möter gamla inbördeskrigets soldater som en gång ledda av hans anfader.                                                                                |               | |                  | |                   |           |
| 28 | 28            | "Sweet Duck of Youth" "Den söta ungdomskällan / Ljuva ungdomstid"                                                 | Steve Clark      | Ken Koonce & David Weimers                                                                          | 21 oktober 1987   | 103       |
| Joakim von Anka och knattarna åker till Florida på jakt efter den mytomspunna Ungdomskällan.                                                                         |               | |                  | |                   |           |
| 29 | 29            | "Earth Quack" "Landet i underjorden / I jordens inre / Hotet från underjorden"                                    | Alan Zaslove     | Synopsis av : Carl Barks Manus av : Mark Young                                                      | 22 oktober 1987   | 102       |
| Joakim von Anka och knattarna upptäcker att en underjordisk civilisation orsakar jordbävningar direkt under hans kassavalv.                                          |               | |                  | |                   |           |
| 30 | 30            | "Home Sweet Homer" "Hem ljuva Homer"                                                                              | Alan Zaslove     | Anthony Adams                                                                                       | 23 oktober 1987   | 130       |
| Kirke, en häxa från det förflutna transporter Joakim von Anka och knattarna tillbaka i tiden till antikens Grekland, där de möter Homeros.                           |               | |                  | |                   |           |
| 31 | 31            | "Bermuda Triangle Tangle" "Drama i Bermudatriangeln / Trassel i Bermudatriangeln"                                 | Steve Clark      | Frank Ridgeway                                                                                      | 26 oktober 1987   | 117       |
| Joakim von Anka försöker ta reda på varför hans skepp försvinner i Bermudatriangeln.                                                                                 |               | |                  | |                   |           |
| 32 | 32            | "Micro Ducks from Outer Space" "I trubbel från rymden / Miniankorna från yttre rymden"                            | Alan Zaslove     | Synopsis av : Carl Barks Manus av : Jack Hanrahan & Eleanor Burian-Mohr                             | 27 oktober 1987   | 104       |
| Joakim von Anka och Knattarna krymper sig själva av misstag. |               | |                  | |                   |           |
| 33 | 33            | "Back to the Klondike" "Tillbaka till Klondike"                                                                   | Steve Clark      | Synopsis av : Carl Barks Manus av : Tedd Anasti & Patsy Cameron                                     | 28 oktober 1987   | 101       |
| Joakim von Anka och knattarna återvänder till platsen där han tjänade sin första förmögenhet.                                                                        |               | |                  | |                   |           |
| 34 | 34            | "Horse Scents" "Fatta galoppen"                                                                                   | Alan Zaslove     | Earl Kress                                                                                          | 29 oktober 1987   | 118       |
| Joakim von Anka och Guld-Ivar Flinthjärta ställer upp med sina prisbelönta hästar i Kenducky derby.                                                                  |               | |                  | |                   |           |
| 35 | 35            | "Scrooge's Pet" "En lymmel till lämmel / Von Ankas husdjur"                                                       | Steve Clark      | Jack Enyart                                                                                         | 30 oktober 1987   | 105       |
| Joakim von Anka förlorar den nya kombinationen för hans kassavalv till en lämmel.                                                                                    |               | |                  | |                   |           |
| 36 | 36            | "Catch as Cash Can: A Drain on the Economy" (Del 1) "Ett fruktlöst företag / Dränering av ekonomin / Pengaflödet" | Alan Zaslove     | Synopsis av : Jymn Magon, Bruce Talkington, & Mark Zaslove Manus av : Len Uhley                     | 2 november 1987   | 137       |
| Joakim von Anka förlorar sin förmögenhet till Björnligan precis när han behöver den till en "vem är rikast" tävling mot Guld-Ivar Flinthjärta.                       |               | |                  | |                   |           |
| 37 | 37            | "Catch as Cash Can: A Whale of a Bad Time" (Del 2) "Pengar i sjön / En uppfinnares val / Valen och kvalen"        | Alan Zaslove     | Synopsis av : Jymn Magon, Bruce Talkington, & Mark Zaslove Manus av : Anthony Adams                 | 3 november 1987   | 138       |
| Joakim von Anka flyttar sin förmögenhet med båt men en olycka inträffar och han måste dumpa allt i vattnet för att inte sjunka själv.                                |               | |                  | |                   |           |
| 38 | 38            | "Catch as Cash Can: Aqua Ducks" (Del 3) "Vattenankor"                                                             | Alan Zaslove     | Synopsis av : Jymn Magon, Bruce Talkington, & Mark Zaslove Manus av : Michael Keyes                 | 4 november 1987   | 139       |
| Joakim von Anka, Knattarna, Sigge och Oppfinnar Jocke upptäcker den förlorade staden Atlantis i sökandet efter sin förmögenhet på havsbotten.                        |               | |                  | |                   |           |
| 39 | 39            | "Catch as Cash Can: Working For Scales" (Del 4) "Arbeta för vågar / Vikten av pengar"                             | Terence Harrison | Synopsis av : Jymn Magon, Bruce Talkington, & Mark Zaslove Manus av : Bruce Reid Schaefer           | 5 november 1987   | 140       |
| Guld-Ivar Flinthjärta och Björnligan försök se till att Joakim von Anka inte vinna tävlingen.                                                                        |               | |                  | |                   |           |
| 40 | 40            | "Merit-Time Adventure" "Kampen mot havsodjuret / Äventyr till sjöss"                                              | Alan Zaslove     | Sharman DiVono                                                                                      | 6 november 1987   | 116       |
| Ett sjöodjur härjar i vattnen utanför Ankeborgs hamnen och Farbror Joakim försöker stoppa det.                                                                       |               | |                  | |                   |           |
| 41 | 41            | "The Golden Fleecing" "Det gyllene skinnet"                                                                       | Terence Harrison | Ken Koonce & David Weimers                                                                          | 16 november 1987  | 146       |
| Joakim von Anka åker till Svarta havet för att söka upp den legendariska gyllene skinnet.                                                                            |               | |                  | |                   |           |
| 42 | 42            | "Ducks of the West" "Ankor i Vilda västern"                                                                       | David Block      | Richard Merwin                                                                                      | 17 november 1987  | 136       |
| Joakim von Anka och knattarna åker till hans oljekällor för att ta reda på varför de har sinat.                                                                      |               | |                  | |                   |           |
| 43 | 43            | "Time Teasers" "Tidstopparna / Klockan som lurar tiden"                                                           | David Block      | Anthony Adams                                                                                       | 18 november 1987  | 142       |
| Oppfinnar-Jocke uppfinner en klocka som tillåter att vem som helst kan gå supersnabbt.                                                                               |               | |                  | |                   |           |
| 44 | 44            | "Back Out in the Outback" "Ulligt värre i Australien"                                                             | David Block      | Synopsis av : James A. Markovich Manus av : Richard Merwin                                          | 19 november 1987  | 143       |
| Något attackerar Joakim von Ankas får och han åker till Australien för att ta reda på vad.                                                                           |               | |                  | |                   |           |
| 45 | 45            | "Raiders of the Lost Harp" "Jakten på den magiska harpan / Jakten på den försvunna harpan"                        | David Block      | Cherie Dee Wilkerson                                                                                | 20 november 1987  | 144       |
| Joakim von Anka förvärvar en magisk harpa som kan avgöra om någon ljuger eller inte.                                                                                 |               | |                  | |                   |           |
| 46 | 46            | "The Right Duck" "Rätta ankvirket"                                                                                | Terence Harrison | Ken Koonce & David Weimers                                                                          | 23 november 1987  | 148       |
| Efter att han blir avskedad av Joakim von Anka, går Sigge McKvack med i rymdprogrammet, och misstag skickas han till Mars.                                           |               | |                  | |                   |           |
| 47 | 47            | "Scroogerello" "Den knasiga drömmen / Joakim von Askunge"                                                         | Terence Harrison | Synopsis av : John Pirillo Manus av : Evelyn Gabai                                                  | 24 november 1987  | 149       |
| Farbror Joakim drömmer att han är med i en Askungen liknande saga efter att han har insjuknar i feber.                                                               |               | |                  | |                   |           |
| 48 | 48            | "Double-O-Duck" "Noll noll anka"                                                                                  | Terence Harrison | Ken Koonce & David Weimers                                                                          | 25 november 1987  | 150       |
| Sigge McKvack maskera sig som Bruno Von Beak, en agent för Foreign Organization of World Larceny för att hjälpa till att stoppa en internationell förfalskningsliga. |               | |                  | |                   |           |
| 49 | 49            | "Luck o' the Ducks" "Skattjakt på Irland"                                                                         | Terence Harrison | Michael O'Mahony                                                                                    | 26 november 1987  | 145       |
| Joakim von Anka finner en pyssling som leder honom till Irland, där han tror att han kan hitta en enorm förmögenhet av guld.                                         |               | |                  | |                   |           |
| 50 | 50            | "Duckworth's Revolt" "Albert revolterar"                                                                          | Terence Harrison | Dale Hale                                                                                           | 27 november 1987  | 153       |
| Albert och Knattarna blir tillfångatagna av utomjordiska grönsaker.                                                                                                  |               | |                  | |                   |           |
| 51a | 51a           | "Magica's Magic Mirror" "Magicas magiska spegel"                                                                  | Steve Clark      | Richard Merwin                                                                                      | 30 november 1987  | 111a      |
| Magica de Hex använder ett par magiska speglar för att försöka komma över Joakim von Ankas lyckopeng. Alberts coachar Knattarnas baseballag                          |               | |                  | |                   |           |
| 51b | 51b           | "Take Me Out of the Ballgame" "Ta mig ut ur bollspelet / Skruvad baseboll"                                        | Vincent Davis    | Tedd Anasti                                                                                         | 30 november 1987  | 111b      |
| Alberts coachar Knattarnas baseballag |               | |                  | |                   |           |
| 52 | 52            | "Duck to the Future" "En anka i framtiden / Anka i framtiden"                                                     | Terence Harrison | Ken Koonce & David Weimers                                                                          | 1 december 1987   | 152       |
| Magica de Hex skickar Joakim von Anka in i framtiden, där hon har stulit hans lyckopeng och tagit över hans företag.                                                 |               | |                  | |                   |           |
| 53 | 53            | "Jungle Duck" "Djungel-ankan"                                                                                     | Terence Harrison | Synopsis av : Evelyn Gabai, Jymn Magon, & Bruce Talkington Manus av : Judy Zook                     | 2 december 1987   | 151       |
| Joakim von Anka, Knattarna, Sigge McKvack och Fru Matilda åker till Afrika för att leta efter en legendarisk silverstaty.                                            |               | |                  | |                   |           |
| 54 | 54            | "Launchpad's First Crash" "Sigges första krasch"                                                                  | Terence Harrison | Anthony Adams & Michael Keyes                                                                       | 3 december 1987   | 155       |
| Joakim von Anka och Sigge McKvack minns hur de träffades för första gången.                                                                                          |               | |                  | |                   |           |
| 55 | 55            | "Dime Enough for Luck" "Turkronan"                                                                                | Terence Harrison | Synopsis av : Jymn Magon, Bruce Talkington, & Mark Zaslove Manus av : Diane Duane                   | 4 december 1987   | 157       |
| Magica de Hex får Alexander Lukas att stjäla Joakim von Ankas lyckopeng åt henne.                                                                                    |               | |                  | |                   |           |
| 56 | 56            | "Duck in the Iron Mask" "Ankan i järnmasken / Ankan med järnmasken"                                               | David Block      | Don Glut                                                                                            | 7 december 1987   | 158       |
| Joakim von Anka och knattarna tar en tur för att besöka en gammal vän till Joakim.                                                                                   |               | |                  | |                   |           |
| 57 | 57            | "The Uncrashable Hindentanic" "Den okraschbara Hindentanic"                                                       | David Block      | Ken Koonce & David Weimers                                                                          | 8 december 1987   | 156       |
| Joakim von Anka slår vad med Guld-Ivar Flinthjärta om att han kan tjäna pengar på ett luftskepp.                                                                     |               | |                  | |                   |           |
| 58 | 58            | "The Status Seekers" "Farbror Joakim bland de högsta hönsen / Statusjägarna"                                      | Terence Harrison | Synopsis av : Carl Barks Manus av : Jymn Magon                                                      | 9 december 1987   | 159       |
| Joakim von Anka söker efter en mask han gav bort för att få respekt från andra medlemmar i Ankeborgs elit.                                                           |               | |                  | |                   |           |
| 59 | 59            | "Nothing to Fear" "Ingenting att frukta / Se skräcken i vitögat"                                                  | David Block      | Richard Merwin, Patsy Cameron, & Tedd Anasti                                                        | 14 december 1987  | 160       |
| Joakim von Anka, Knattarna, Dufus och Albert skräms av ett moln som genererar deras värsta farhågor, skapat av Magica de Hex.                                        |               | |                  | |                   |           |
| 60 | 60            | "Dr. Jekyll & Mr. McDuck" "Dr Jekyll och Farbror Joakim / Dr. Jekyll och herr von Anka"                           | Terence Harrison | Margaret Osborne & Michael Keyes                                                                    | 23 december 1987  | 161       |
| Joakim von Anka blir utsatt för en dryck som gör att han blir besatt med att ge bort pengar.                                                                         |               | |                  | |                   |           |
| 61 | 61            | "Once Upon a Dime" "Det var en gång en anka"                                                                      | David Block      | Synopsis av : Richard Esckilsen Manus av : Ken Koonce & David Weimers                               | 24 december 1987  | 162       |
| Joakim von Anka berättar historien om hur hans lyckopeng gjorde så att han tjänade ihop sin förmögenhet.                                                             |               | |                  | |                   |           |
| 62 | 62            | "Spies in Their Eyes" "Sluga spioner"                                                                             | David Block      | Sharman DiVono & Bruce Reid Schaefer                                                                | 25 december 1987  | 154       |
| En hypnotisör hjärntvättar Kalle Anka till att ge henne fjärrkontroll för en ubåt som Joakim von Ankas bolag byggt till flottan.                                     |               | |                  | |                   |           |
| 63 | 63            | "All Ducks on Deck" "Alla ankor på däck"                                                                          | Terence Harrison | Synopsis av : Patsy Cameron & Tom Naugle Manus av : John Semper & Tedd Anasti                       | 30 december 1987  | 163       |
| Kalle Anka hittar på en historia om att han är en hjälte för Knattarna.                                                                                              |               | |                  | |                   |           |
| 64 | 64            | "Ducky Horror Picture Show" "Förtjusande Skräckföreställning / Monster i mängd"                                   | Terence Harrison | Richard Merwin, Patsy Cameron, & Tedd Anasti                                                        | 31 december 1987  | 164       |
| Joakim von Anka försöker att reparera en gammal teater. |               | |                  | |                   |           |
| 65 | 65            | "Till Nephews Do Us Part" "Tills brorsönerna skiljer oss åt"                                                      | Terence Harrison | Ken Koonce & David Weimers                                                                          | 1 januari 1988    | 165       |
| Joakim von Anka gifter sig nästan med guldgräverskan Millionara Vanderbucks.                                                                                         |               | |                  | |                   |           |

### Säsong 2 (1988–89)
Visades som syndikering.
| Nr i serien | Nr i säsongen | Titel                                                                                | Regissör                                        | Manus                                                                                           | Sändningsdatum   | Prod. kod |
| --- | ------------- | ------------------------------------------------------------------------------------ | ----------------------------------------------- | ----------------------------------------------------------------------------------------------- | ---------------- | --------- |
| 66 | 1             | "Time Is Money: Marking Time" (Del 1) "Tidsmaskinen"                                 | Bob Hathcock                                    | Synopsis av : Jymn Magon & Bruce Talkington Manus av : Bruce Talkington                         | 24 november 1988 | 201       |
| Joakim von Anka köper en ö av Guld-Ivar Flinthjärta som visar sig ha en diamantgruva. Flinthjärta har spionerat på Joakim och med hjälp av Björnligan sedan spränger de sedan ön itu. Det får följden att, enligt en bokstavstolkning av kontraktet, Joakim inte längre har någon diamantgruva. Med hjälp av en tidsmaskin, byggd av Uppfinnar-Jocke, ska Joakim von Anka, Knattarna och Sigge MacKvack resa tillbaka i tiden några dagar för att stoppa explosionen, men det går inte som de hade tänkt utan de hamnar istället miljontals år tillbaka i tiden. |               |                                                                                      |                                                 |                                                                                                 |                  |           |
| 67 | 2             | "Time Is Money Part: The Duck Who Would Be King" (Del 2) "Ankan som skulle bli kung" | Bob Hathcock & Terence Harrison                 | Synopsis av : Jymn Magon & Bruce Talkington Manus av : Bruce Coville, Jymn Magon, & Len Uhley   | 24 november 1988 | 202       |
| Joakim von Anka, Sigge McKvack, Knattarna och Bubba (samt hans husdjur Fossing) försöker återkomma till nuet. |               |                                                                                      |                                                 |                                                                                                 |                  |           |
| 68 | 3             | "Time Is Money: Bubba Trubba" (Del 3)                                                | Bob Hathcock, James T. Walker, & Jamie Mitchell | Synopsis av : Jymn Magon & Bruce Talkington Manus av : Len Uhley                                | 24 november 1988 | 203       |
| När de alla har återkommit till nuet får Bubba skulden för Joakim von Ankas ekonomiska problem. |               |                                                                                      |                                                 |                                                                                                 |                  |           |
| 69 | 4             | "Time Is Money: Ducks on the Lam" (Del 4) "Ankor på rymmen"                          | James T. Walker                                 | Synopsis av : Jymn Magon & Bruce Talkington Manus av : Jymn Magon & Len Uhley                   | 24 november 1988 | 204       |
| Joakim von Anka och Bubba hamnar i fängelset efter en rad med problem, detta efter att Björnligan sparkat ut dem från kassavalvet. |               |                                                                                      |                                                 |                                                                                                 |                  |           |
| 70 | 5             | "Time Is Money: Ali Bubba's Cave" (Del 5) "Ali Bubbas grotta"                        | James T. Walker                                 | Synopsis av : Jymn Magon & Bruce Talkington Manus av : Doug Hutchinson, Jymn Magon, & Len Uhley | 24 november 1988 | 205       |
| Joakim von Anka, Sigge McKvack och Knattarna försöker få Guld-Ivar Flinthjärta att betala för den bortsprängda ön. |               |                                                                                      |                                                 |                                                                                                 |                  |           |
| 71 | 6             | "Super Duck Tales: Liquid Assets" (Del 1) "Likvida medel"                            | James T. Walker                                 | David Weimers & Ken Koonce                                                                      | 26 mars 1989     | 206       |
| Björnligan ändrar motorvägens rutt och Joakim von Anka tvingas flytta på sitt kassavalv. |               |                                                                                      |                                                 |                                                                                                 |                  |           |
| 72 | 7             | "Super Duck Tales: Frozen Assets" (Del 2) "Pengar på villovägar"                     | James T. Walker                                 | Synopsis av : David Weimers & Ken Koonce Manus av : Jymn Magon                                  | 26 mars 1989     | 207       |
| Joakim von Anka förlorar sin lyckopeng till Björnligan och Fenton försöker få tillbaka den. |               |                                                                                      |                                                 |                                                                                                 |                  |           |
| 73 | 8             | "Super Duck Tales: Full Metal Duck" (Del 3) "Stålankan"                              | James T. Walker                                 | David Weimers & Ken Koonce                                                                      | 26 mars 1989     | 208       |
| Oppfinnar-Jocke skapar en dräkt (Gizmokvack) som råkar hamna i Fentons ägor och Gizmokvack blir Ankeborgs beskyddare. |               |                                                                                      |                                                 |                                                                                                 |                  |           |
| 74 | 9             | "Super Duck Tales: The Billionaire Beagle Boys Club" (Del 4) "Klubb för Miljonärer"  | James T. Walker                                 | David Weimers & Ken Koonce                                                                      | 26 mars 1989     | 209       |
| Björnligan får Gizmokvack till att stjäla Joakim von Ankas förmögenhet. |               |                                                                                      |                                                 |                                                                                                 |                  |           |
| 75 | 10            | "Super Duck Tales: Money To Burn" (Del 5) "Sätt sprätt på kosingen"                  | James T. Walker                                 | David Weimers & Ken Koonce                                                                      | 26 mars 1989     | 210       |
| Joakim von Ankas kassavalv stjäls av utomjordiska robotar. |               |                                                                                      |                                                 |                                                                                                 |                  |           |

### Säsong 3 (1989–90)
Visades på söndagsmornarna, som syndikering.
| Nr i serien | Nr i säsongen | Titel                                                                  | Regissör                           | Manus                                                                                 | Sändningsdatum    | Prod. kod |
| --- | ------------- | ---------------------------------------------------------------------- | ---------------------------------- | ------------------------------------------------------------------------------------- | ----------------- | --------- |
| 76 | 1             | "The Land of Trala La" "I Landet Trala La la"                          | James T. Walker                    | Synopsis av : Carl Barks Manus av : Doug Hutchinson                                   | 18 september 1989 | 301       |
| Fenton Spadrig för Joakim von Anka till en plats där pengar inte används. |               |                                                                        |                                    |                                                                                       |                   |           |
| 77 | 2             | "Allowance Day"                                                        | James T. Walker                    | Synopsis av : Alan Burnett Manus av : Alan Burnett, David Weimers, & Ken Koonce       | 19 september 1989 | 303       |
| Knatte, Fnatte och Tjatte lurar Joakim von Anka att det är lördag istället för fredag för att få sin veckopeng en dag tidigare. |               |                                                                        |                                    |                                                                                       |                   |           |
| 78 | 3             | "Bubbeo & Juliet" "Bubba och Julie"                                    | James T. Walker                    | Synopsis av : Evelyn Gabai Manus av : Doug Hutchinson                                 | 20 september 1989 | 304       |
| Bubba blir kär i dottern till Joakim von Ankas nya granne. (En parodi på Romeo och Julia). |               |                                                                        |                                    |                                                                                       |                   |           |
| 79 | 4             | "The Good Muddahs" "Bra Muddahs"                                       | James T. Walker                    | David Weimers & Ken Koonce                                                            | 21 september 1989 | 305       |
| Beagle Babes, kvinnliga kusiner till Björnligan, kidnappar Anki. |               |                                                                        |                                    |                                                                                       |                   |           |
| 80 | 5             | "My Mother the Psychic" "Min mor ser allt"                             | James T. Walker                    | Alan Burnett                                                                          | 22 september 1989 | 302       |
| Madame Spadrig (Fentons mamma) får en elchock när hon försöker få bättre tv-mottagning. |               |                                                                        |                                    |                                                                                       |                   |           |
| 81 | 6             | "Metal Attraction" "Robotica"                                          | James T. Walker                    | Synopsis av : Cliff MacGillivray Manus av : Alan Burnett, David Weimers, & Ken Koonce | 2 november 1989   | 307       |
| Oppfinnar-Jocke bygger en städrobot som blir kär i Gizmokvack. |               |                                                                        |                                    |                                                                                       |                   |           |
| 82 | 7             | "Dough Ray Me" "Pengar, Pengar..."                                     | James T. Walker                    | Gordon Bressack, & Brooks Wachtel                                                     | 3 november 1989   | 309       |
| Förfalskade pengar sprids i Ankeborg. |               |                                                                        |                                    |                                                                                       |                   |           |
| 83 | 8             | "Bubba's Big Brainstorm" "Bubba Tänker Till"                           | James T. Walker                    | Synopsis av : Evelyn Gabai & Mark Seidenberg Manus av : Mark Seidenberg               | 6 november 1989   | 309       |
| Knatte, Fnatte och Tjatte använder en av Oppfinnar-Jocke uppfinningar för att öka Bubbas IQ. |               |                                                                        |                                    |                                                                                       |                   |           |
| 84 | 9             | "The Big Flub" "Flygande Planer"                                       | James T. Walker                    | David Weimers & Ken Koonce                                                            | 7 november 1989   | 312       |
| Fenton skapar ett behov för en produkt som ännu inte existerar. |               |                                                                        |                                    |                                                                                       |                   |           |
| 85 | 10            | "A Case of Mistaken Secret Identity" "Vem Är Vem"                      | James T. Walker                    | Alan Burnett                                                                          | 8 november 1989   | 313       |
| Hela Ankeborg försöker få reda på vem som är Gizmokvack. Fenton vill berätta att det är han som är Gizmokvack men förbjuds av Joakim von Anka. Det tar inte lång stund innan hela stan tror att Sigge McKvack är Gizmokvack.                              |               |                                                                        |                                    |                                                                                       |                   |           |
| 86 | 11            | "Blue Collar Scrooge" "Ombytta Roller"                                 | Jamie Mitchell & James T. Walker   | David Weimers & Sam Locke                                                             | 9 november 1989   | 311       |
| Joakim von Anka får minnesförlust. |               |                                                                        |                                    |                                                                                       |                   |           |
| 87 | 12            | "Beaglemania"                                                          | James T. Walker                    | Mark Seidenberg                                                                       | 10 november 1989  | 310       |
| Björnligan blir den senaste musiksensationen i Ankeborg. |               |                                                                        |                                    |                                                                                       |                   |           |
| 88 | 13            | "Yuppy Ducks" "Yuppieankor"                                            | James T. Walker & Jamie Mitchell   | David Weimers & Ken Koonce                                                            | 13 november 1989  | 306       |
| Medan Joakim von Anka är på sjukhuset så sköter Knatte, Fnatte och Tjatte om hans affärsbeslut. Men det slutar med att hela Joakims kassavalv måste tömmas.                                                                                               |               |                                                                        |                                    |                                                                                       |                   |           |
| 89 | 14            | "The Bride Wore Stripes" "Äktenskapstvist"                             | Jamie Mitchell                     | Synopsis av : George Atkins Manus av : David Weimers and Ken Koonce                   | 14 november 1989  | 314       |
| Mamma Buse låtsas att hon är gift med Joakim von Anka för att ärva hans förmögenhet. |               |                                                                        |                                    |                                                                                       |                   |           |
| 90 | 15            | "The Unbreakable Bin" "Det Inbrottssäkra Pengavalvet"                  | James T. Walker                    | Synopsis av : Carl Barks Manus av : Alan Burnett                                      | 15 november 1989  | 315       |
| Joakim von Anka förvärvar ett par specialglasögon från Oppfinnar-Jocke som gör att kassavalvet blir inbrottssäkert. Men det hindrar inte Magica de Hex från att försöka bryta sig in i valvet.                                                            |               |                                                                        |                                    |                                                                                       |                   |           |
| 91 | 16            | "Attack of the Fifty-Foot Webby" "Anki Blir Fullvuxen"                 | James T. Walker and Jamie Mitchell | Synopsis av : Mark Seidenberg & Alan Burnett Manus av : Mark Seidenberg               | 16 november 1989  | 316       |
| Anki faller i en pöl i djungeln och blir en jätte. |               |                                                                        |                                    |                                                                                       |                   |           |
| 92 | 17            | "The Masked Mallard" "Den Maskerade Ankan"                             | James T. Walker & Jamie Mitchell   | Len Uhley                                                                             | 17 november 1989  | 318       |
| Efter en föga smickrande rapport om Joakim von Anka på tv så bestämmer han sig för att bli en självutnämnd rättsskipare. |               |                                                                        |                                    |                                                                                       |                   |           |
| 93 | 18            | "A DuckTales Valentine (Amour or Less)" "Kärlek Vid Första Ögonkastet" | Mircea Mantta                      | Len Uhley                                                                             | 11 februari 1990  | 401       |
| Joakim von Anka förvärvar en magisk kärlekspil som har tillhört en gudinna, Afrokvack (Duck Tales egen Afrodite). Men när Afrokvack och Joakim blir förälskade i varandra p.g.a. kärlekspilarna blir det kaos när Vulkanus (Afrokvacks man) får veta det. |               |                                                                        |                                    |                                                                                       |                   |           |

### Säsong 4 (1990)
Visades på söndagsmornarna, som syndikering.
| Nr i serien | Nr i säsongen | Titel                                                       | Regissör                      | Manus                                                                            | Sändningsdatum                   | Prod. kod |
| --- | ------------- | ----------------------------------------------------------- | ----------------------------- | -------------------------------------------------------------------------------- | -------------------------------- | --------- |
| 94 | 1             | "Ducky Mountain High" "Guldskogen"                          | James T. Walker               | Rich Fogel, David Weimers, & Ken Koonce                                          | 10 september 1990                | 317       |
| Joakim von Anka och Guld-Ivar Flinthjärta slåss om guld i Kanada. |               |                                                             |                               |                                                                                  |                                  |           |
| 95 | 2             | "Attack of the Metal Mites" "Metall-lössen Går Till Attack" | Rick Leon                     | Jeffrey Scott                                                                    | 18 september 1990                | 402       |
| Guld-Ivar Flinthjärta har en plan för hur han ska bli rikast i världen. Små metallätande robotlöss i Joakim von Ankas kassavalv ska ruinera honom. |               |                                                             |                               |                                                                                  |                                  |           |
| 96 | 3             | "The Duck Who Knew Too Much" "Ankan Som Visste För Mycket"  | Terence Harrison              | Doug Hutchinson                                                                  | 26 september 1990                | 319       |
| Fenton råkar ut för spionintriger på sin semesterresa. |               |                                                             |                               |                                                                                  |                                  |           |
| 97 | 4             | "New Gizmo-Kids on the Block"                               | Rick Leon                     | Jeffrey Scott                                                                    | 5 november 1990                  | 403       |
| Madame Spadrig råkar av misstag krympa Gizmokvack-dräkten. |               |                                                             |                               |                                                                                  |                                  |           |
| 98 | 5             | "Scrooge's Last Adventure" "Det Sista Äventyret"            | Jeff Hall & Richard Trueblood | David Weimers and Ken Koonce                                                     | 17 november 1990                 | 320       |
| Fenton Spadrig förlorar Joakim von Ankas pengar i en dator. |               |                                                             |                               |                                                                                  |                                  |           |
| 99100 | 67            | "The Golden Goose" "Guldgåsen"                              | Rick Leon                     | Synopsis av : Ken Koonce, David Weimers, & Alan Burnett Manus av : Jeffrey Scott | 27 november 199028 november 1990 | 404405    |
| Dijon går med i Gåsens brödraskap, en grupp som skyddar den gyllene gåsen (gåsen som kan göra allt till guld). Joakim von Anka, Sigge McKvack, Dijon och Poupon (Dijons bror) försöker få tillbaka den gyllene gåsen från Guld-Ivar Flinthjärta och Björnligan för att rädda världen från att gå under. |               |                                                             |                               |                                                                                  |                                  |           |